# طهارة معنوية

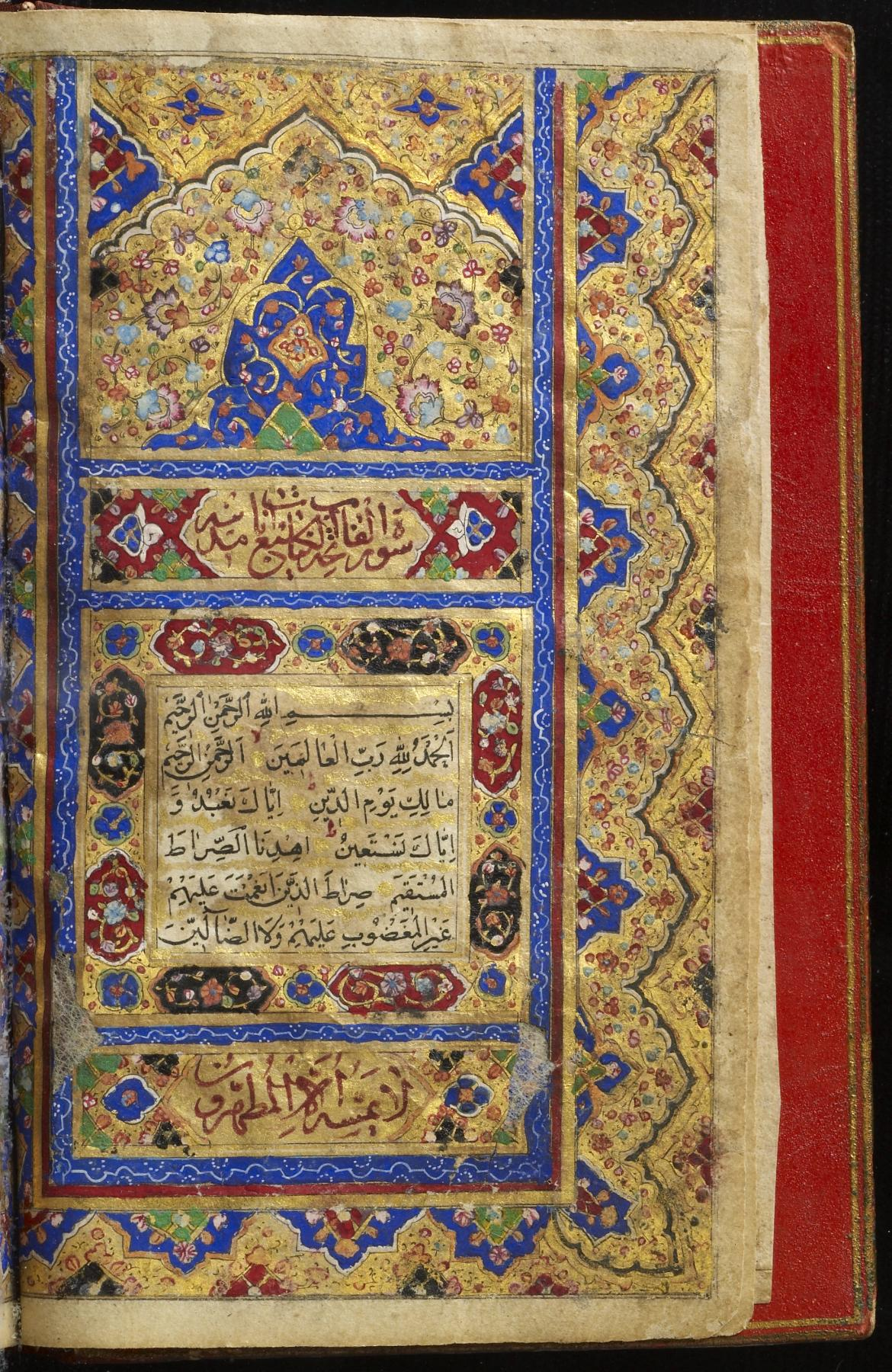
قرآن كريم
(سورة الفاتحة)
مكتوب تحتها قول الله تعالى:

الطهارة المعنوية هي: النظافة، والنزاهة في السلوك والأخلاق
والبراءة من العيوب، والرذيلة، والخلوص من الأدناس المعنوية مثل:الحسد، والبغضاء، مقابل: الطهارة الحسية فهي تتعلق بالأشياء غير المادية، وتشمل، تهذيب السلوك
وتزكية النفس البشرية، وتخليصها من الرذائل، وتحليتها بالفضائل،
قال الله تعالى ( قد أفلح من تزكى ) 
وهي أيضا بمعنى تصفية القلب وتنقيته من الأدران، فهي تعبر عن طهارة الباطن ومفهومها مستفاد من نصوص الشرع الإسلامي

## مفهوم الطهارة المعنوية
هي عبارة عن تزكية النفس وتخليصها من الرذيلة والوصول بها بواسطة السلوك القويم إلى الفضيلة والخلق الحسن.قال الله تعالى: 
وهوإخلاص النية وإصلاح القلب وتنقيته من الأدران الباطنة
كالحسد والبغضاء والكبر وكل مايبعد الإنسان عن الله تعالى
من الذنوب والمعاصي قال الله تعالى: 

والطهارة المعنوية تكون أحيانا بمعنى الشفاء من المرض.و
و
والمقصود نجس الاعتقاد،
كما أن المشركين كانوا لايتحرزون عن النجاسات المحسوسة،
ولا يلتزمون بأحكام الطهارة غالبا، و
وتستعمل كلمة: طهارة أيضا بمعنى: (القداسة)،
ومنه سمي القدس، (المسجد الأقصى)،
وروح القدس: (المَلَك: جبريل).
وقد جاء في تفسير قول الله تعالى:
﴿لَا يَمَسُّهُ إِلَّا الْمُطَهَّرُونَ ۝٧٩﴾ [الواقعة:79]
أن المقصود بالمطهرين: 1: الملائكة /2: الملائكة والأنبياء والرسل /3:المتطهرون من
الحدث، أقوال مذكورة في كتب التفسير مثل:
تفسير الطبري، وغيره. 
وقد ورد ذكر طهارة القلوب في:
قول الله تعالى: ﴿يَا أَيُّهَا الرَّسُولُ لَا يَحْزُنْكَ الَّذِينَ يُسَارِعُونَ فِي الْكُفْرِ مِنَ الَّذِينَ قَالُوا آمَنَّا بِأَفْوَاهِهِمْ وَلَمْ تُؤْمِنْ قُلُوبُهُمْ وَمِنَ الَّذِينَ هَادُوا سَمَّاعُونَ لِلْكَذِبِ سَمَّاعُونَ لِقَوْمٍ آخَرِينَ لَمْ يَأْتُوكَ يُحَرِّفُونَ الْكَلِمَ مِنْ بَعْدِ مَوَاضِعِهِ يَقُولُونَ إِنْ أُوتِيتُمْ هَذَا فَخُذُوهُ وَإِنْ لَمْ تُؤْتَوْهُ فَاحْذَرُوا وَمَنْ يُرِدِ اللَّهُ فِتْنَتَهُ فَلَنْ تَمْلِكَ لَهُ مِنَ اللَّهِ شَيْئًا أُولَئِكَ الَّذِينَ لَمْ يُرِدِ اللَّهُ أَنْ يُطَهِّرَ قُلُوبَهُمْ لَهُمْ فِي الدُّنْيَا خِزْيٌ وَلَهُمْ فِي الْآخِرَةِ عَذَابٌ عَظِيمٌ ۝٤١﴾ [المائدة:41] ،
تفسير الطبري
والمعنى: أنهم أصروا على ماهم عليه من النفاق، فلم يرد الله أن يطهر قلوبهم.

## التطهير المعنوي في الدين الإسلامي
التطهير المعنوي في الدين الإسلامي بيد الله تعالى وحده، وقد تعبدنا أن نجتهد فيما يصلحنا معتمدين عليه. ويكون التطهير المعنوي عموما: بالإيمان و الطاعة لله ورسوله بامتثال الأوامر واجتناب النواهي، والعمل الصالح، ومجاهدة النفس، والتوبة، أما بالنسبة لمن كفر بالله فالتطهير بالإستسلام لله تعالى، والانقياد لشرعه. وأما بالنسبة للمسلم؛ فهو يحتاج باستمرار إلى التطهير، بسبب ما يعرض له من الذنوب، والغفلة، والإعراض عن خالقه، وقد يكون التطهير من الله تعالى بابتلاء المؤمنين، وخصوصاً الصالحين منهم، بالمرض، أو الخوف، أو نقص الرزف، أو غير ذلك؛ تخفيفا للذنوب، ورفعا للدرجات، ويكون التطهير بالعمل الصالح، والتقرب إلى الله بالنوافل، والتوبة والإستغفار، والدعاء، والمناجاة، والتعرف إلى الله في الشدة، والتجرد من المظالم، وكف اللأذى عن الآخرين، وتطهير القلب بالإيمان والتقوى والخشوع، وترك الكبر والرياء، والحقد، و الحسد، وتطهير اللسان بذكر الله، وقول الخير، واجتناب الكذب وقول الزور و الغيبة والنميمة وقول السوء، وتطهير العين من الخيانة والنظر الحرام.
《ورد عن أم معبد الخزعية، عن النبي صلى الله عليه وسلم أنه كان يدعو (اللهم طهر قلبي من النفاق، وعملي من الرياء، ولساني من الكذب، وعيني من الخيانة، فإنك تعلم خائنة الأعين وما تخفي الصدور).》دعاء مأثور
```
فالإستغفار تطهير من الذنوب، والزكاة: تطهير للمال، وصدقة الفطر: طُهرة للصائم، وهكذا.
```

## معنى طهارة الثوب
الثوب في اللغة: مايلبس ليغطي الجسد، كله أو بعضه. ويستعمل في: كلام العرب لمعان أخرى، منها القلب ومنه قول عنترة بن شداد: 

 حيث أراد بالثوب القلب، و يستعمل بمعنى الصفات والأخلاق مثل: البر والإحسان، والإثم، وغير ذلك. يقال: طاهر الثوب؛ جميل الفعل، ودنس الثياب؛ خبيث الفعل. قال الله تعالى: 
 ولباس التقوى الإيمان، أو الحياء، أوالعمل الصالح. ومعنى طهارة الثياب: (البراءة من العيب، والنقاء من كل نجس ودنس، والنزاهة و الإستقامة.)
والثوب يطلق حقيقة على مايلبس ليغطي الجسد كله أو بعضه
ويقال رجل طاهر الثوب: بريئ من العيب
ودنِس الثياب: خبيث الفعل. كما في معجم المعاني

## طهارة الثياب في الإسلام
حث الإسلام على الطهارة وكان من أول ما نزل من الوحي من آيات السور المكية؛ قول الله تعالى:
《﴿وَثِيَابَكَ فَطَهِّرْ ۝٤﴾ [المدثر:4]》وفي الآية الأمر بطهارة الثياب، وتشمل الحسية والمعنوية، ويرى الإمام الشافعي أنها أظهر في الطهارة الحسية وقد وضح ذلك في: كتاب الأم وذكر أحكام إزالة النجاسة في كتاب الطهارة باب طهارة الثياب. وتذكر
تفاصيلها في كتب الفقه، وقد ذكر المفسرون أقوالا في تفسير قول الله تعالى:
 (وثيابك فطهر) منها:
- لاتلبسها على معصية، ولاعلى غدر.ومنه قول غيلان الثقفي: وإني بحمد الله لاثوب فاجرلبست ولا من غدرة اتقنع
- طهرها من الإثم، ونقها.
- لاتلبس إلا من كسب طيب -حلال-، فأصلح عملك.
- لست يامحمد ﷺ بكاهن ولا ساحر ! فأعرض عما قالوا.
- اغسل ثيابك بالماء. وكان المشركون لا يتطهرون، فأمره أن يتطهر ويطهر ثيابه.
- وفي كلام العرب: (دنس ثيابه إذا نكث عهده، وطهرها إذا أوفى).

1. 1وثيابك فطهر: لاتلبسها على معصية.

## معنى طهارة
الطهارة
بالمعنى اللغوي: النظافة، و"النزاهة"، والنقاء، والبراءة، والخلوص من الأدناس،
والأقذار، الحسة، أو المعنوية.
وهي: تتضمن، جوانب متعددة، بالنسبة
للفرد، والمجتمع، مثل: نظافة المكان، والملبس، والبدن، بما في
ذلك: تنظيف الفم، والغسل، وإزالة الأقذار، والروائح الكريهة
وكل ما يتأذى منه الآخرون، سواء حال العبادة، أوحال انفراده، أوحال اجتماعه
بالآخرين، في مختلف الأمكنة.
وفي اصطلاح الفقهاء، هي: رفع حدث، أو إزالة نجس،
وما في معناهما، أو على صورتهما.
في الحديث ( الطهور شطر الإيمان )،

## مواضيع ذات صلة
| عبادات - الأوليات - الطهارة - الصلاة - الزكاة - الصوم - الحج | معاملات - المواريث - البيوع وغيرها من المعاملات. - النكاح وما يتعلق به من أحكام. - الجنايات - الحدود - الأقضية والشهادات. - الأيمان والنذور. - الأطعمة - السبق والرمي |